# Nauka w Polsce

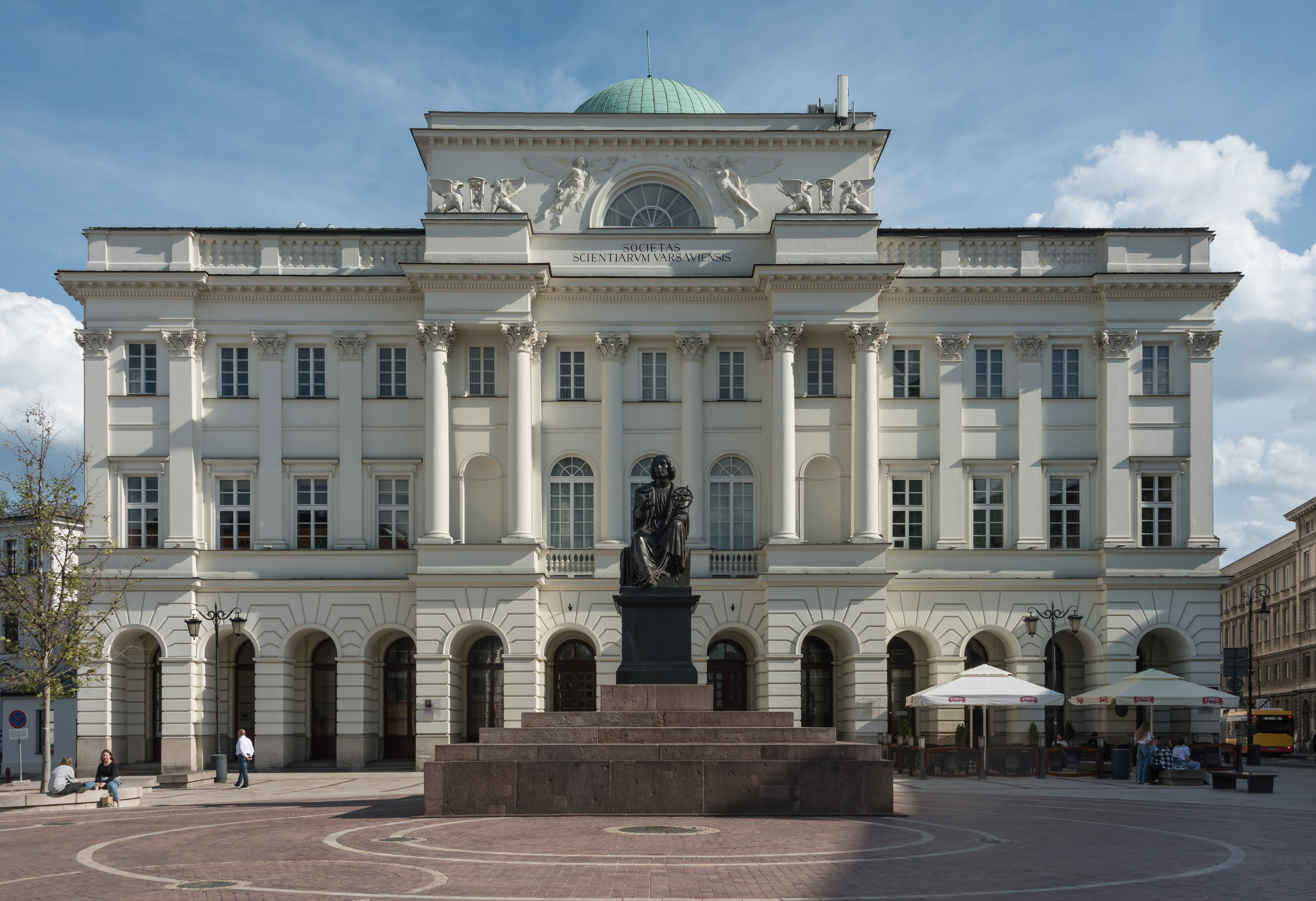
Pałac Staszica – siedziba kilku instytutów I Wydziału Polskiej Akademii Nauk

Nauka w Polsce – ogół działalności naukowej i badawczo-rozwojowej prowadzonej w Polsce. Dzień Nauki Polskiej obchodzony jest 19 lutego.

## Historia

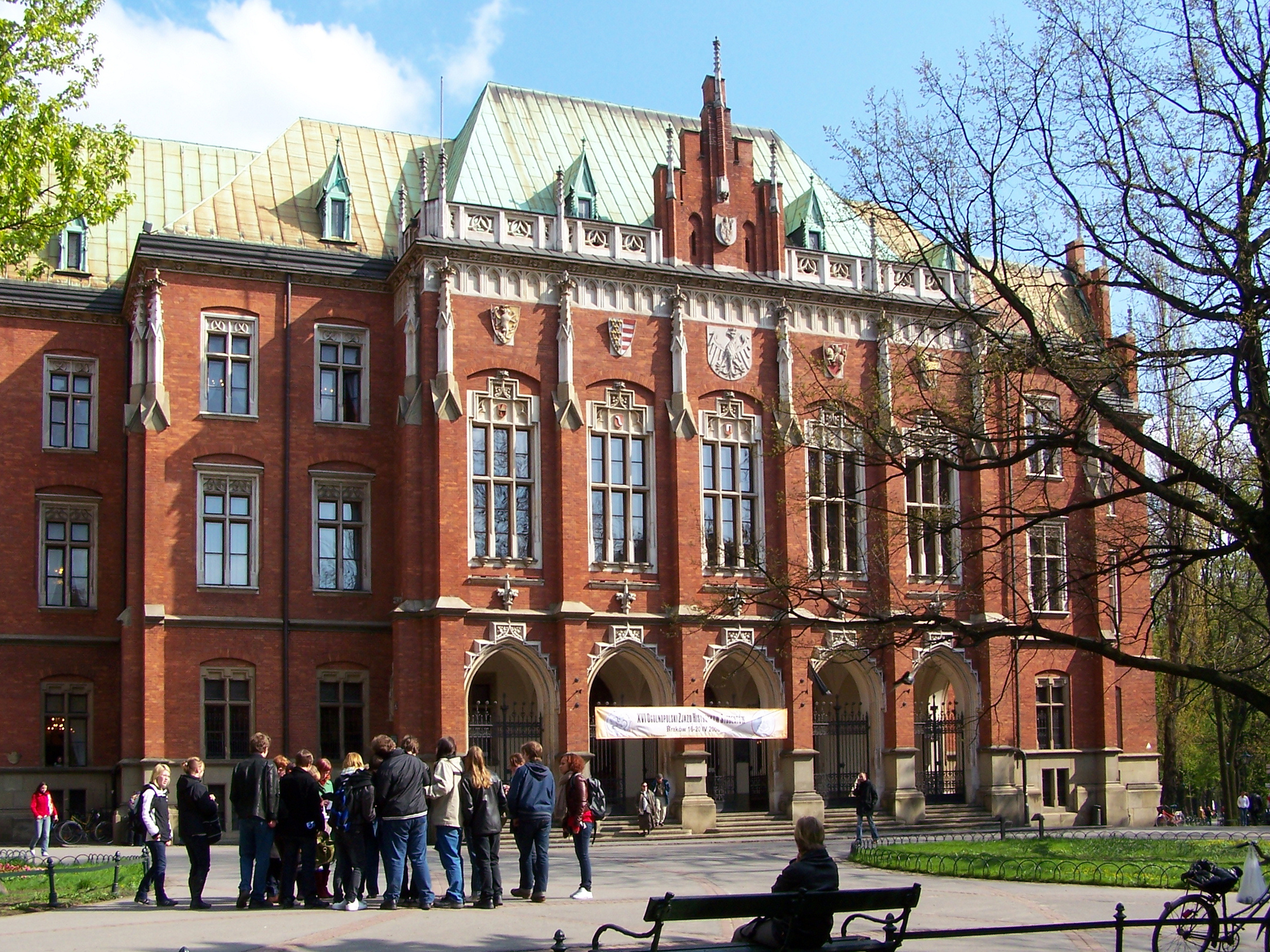
Collegium Novum Uniwersytetu Jagiellońskiego

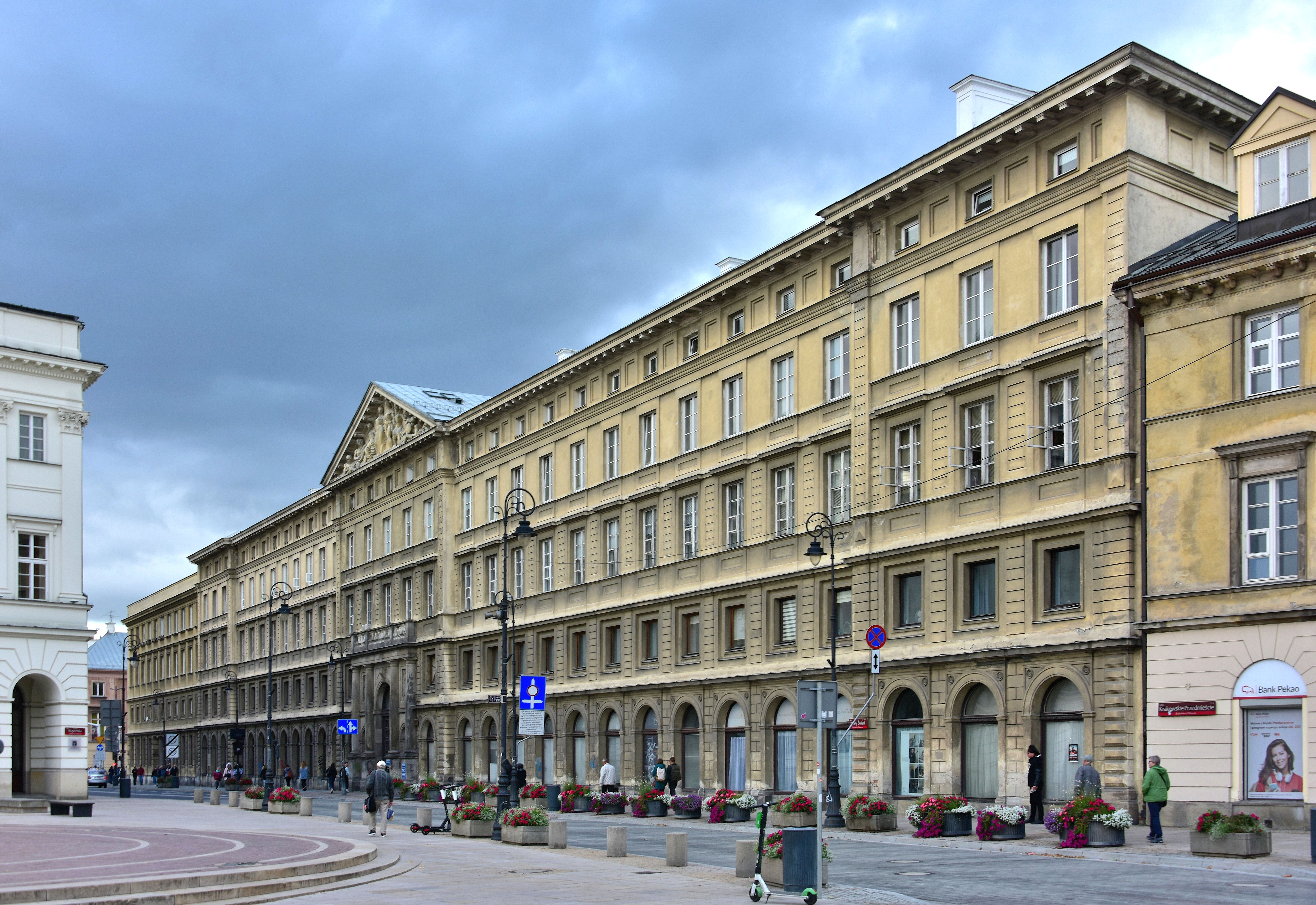
Wydział „Artes Liberales” Uniwersytetu Warszawskiego

W 1364 założono pierwszą polską uczelnię – Akademię Krakowską (obecnie Uniwersytet Jagielloński). W 1543 astronom i polihistor Mikołaj Kopernik opublikował swoje dzieło De revolutionibus, które stało się zaczątkiem przewrotu kopernikańskiego. W kolejnym stuleciu międzynarodowe uznanie zdobył gdańszczanin Jan Heweliusz – pionier selenografii i konstruktor teleskopów. Z kolei alchemik Michał Sędziwój bywa uznawany za odkrywcę tlenu.
W czasie zaborów polska nauka i oświata stały się jednymi z narzędzi walki z zaborcą. Polscy uczelni działali często na emigracji, utrzymując jednak więź z ojczyzną. Wśród nich znalazła się Maria Curie-Skłodowska, dwukrotna laureatka Nagrody Nobla, która jeden z odkrytych pierwiastków nazwała na cześć ojczystego kraju – polonem. Odkrywca witamin Kazimierz Funk pracował w ciągu swej kariery naukowej w wielu miejscach na świecie, również w niepodległej Polsce (lata 1923–1927). Natomiast działający w Krakowie w drugiej połowie XIX wieku Zygmunt Wróblewski i Karol Olszewski jako pierwsi skroplili składniki powietrza; sam Olszewski dokonał później także skroplenia nowo odkrytego argonu. Również w Krakowie powstał – wokół Napoleona Cybulskiego – ośrodek badań w dziedzinie fizjologii, który m.in. przyczynił się do odkrycia adrenaliny.
Podczas wojny polsko-bolszewickiej zespół matematyków i lingwistów dzięki innowacyjnym metodom pracy dokonał złamania rosyjskich szyfrów. W dwudziestoleciu międzywojennym szczególnie wysoki poziom prezentowała polska szkoła matematyczna. Znaczący wkład w światową serologię i zwalczanie chorób zakaźnych wniósł Ludwik Hirszfeld. W tym okresie dokonano także reintrodukcji żubra w Puszczy Białowieskiej.
Podczas II wojny światowej naukowcy byli zmuszeni działać w podziemiu; środowisko naukowe poniosło duże straty, w samej zbrodni katyńskiej zginęło 44 wykładowców. Polscy naukowcy – kryptolodzy – bezpośrednio przyczynili się do zwycięstwa nad hitlerowskimi Niemcami poprzez złamanie szyfru Enigmy. W rezultacie zmiany granic Polska utraciła dwa znaczące ośrodki akademickie na Kresach: Lwów i Wilno, zyskała natomiast możliwość rozwijania polskiego życia naukowego we Wrocławiu i innych miastach Ziem Odzyskanych. Po zakończeniu działań wojennych nauka (włączona w nurt socjalistyczny) stała się formą odbudowy kraju. Prowadzenie badań w zakresie historii wiązało się z ograniczeniami stawianymi przez cenzurę, tym niemniej środowisko polskich historyków starało się na miarę ówczesnych warunków pracować w sposób maksymalnie rzetelny, nie dopuszczając do całkowitej sowietyzacji krajowej historiografii.
1990 rok to powrót rzeczywistej i gwarantowanej ustawowo wolności akademickiej; wprowadzono wtedy także możliwość tworzenia uczelni prywatnych. Dodatkowo Konstytucja Rzeczypospolitej Polskiej z 1997 zapewnia uczelniom wyższym autonomię, a każdemu człowiekowi – wolność prowadzenia badań naukowych. Od 2018 roku kwestie prawne związane ze szkolnictwem wyższym i działalnością naukową reguluje ustawa Prawo o szkolnictwie wyższym i nauce. Wcześniej, w latach 2005–2018, obowiązywała ustawa Prawo o szkolnictwie wyższym.

## Uczelnie
W roku akademickim 2018/19 w Polsce działały 392 wyższe uczelnie, w tym 130 publicznych. Według stanu z 31 grudnia 2018 roku w polskich uczelniach kształciło się 1,23 mln osób. W każdej edycji Akademickiego Rankingu Uniwersytetów Świata na liście głównej figurują dwie polskie uczelnie: Uniwersytet Jagielloński i Uniwersytet Warszawski (w czwartej lub piątej setce, zależnie od roku).

## Kariera naukowa
W Polsce nadaje się dwa stopnie naukowe:
- doktor,
- doktor habilitowany.

Ponadto osoba posiadająca stopień naukowy doktora habilitowanego oraz wybitne osiągnięcia może otrzymać tytuł profesora.
Uprawnienie do nadawania stopnia naukowego w określonej dyscyplinie posiadają: uczelnia, instytut Polskiej Akademii Nauk, instytut badawczy albo instytut międzynarodowy, jeśli spełniają w tej dyscyplinie określone kryteria (posiadają kategorię naukową A+, A albo B+).
Nauczyciele akademiccy dzielą się na pracowników dydaktycznych, badawczych i badawczo-dydaktycznych. Mogą oni być zatrudnieni na następujących stanowiskach:
- asystent,
- adiunkt,
- profesor uczelni,
- profesor.

Statut uczelni może określać również inne stanowiska dla nauczycieli akademickich.

## Publikacje i czasopisma
W rankingu SJR Polska zajmuje 17. miejsce na świecie pod względem liczby wydanych publikacji naukowych w latach 1996–2019. Według raportu ze stycznia 2018 roku 141 polskich czasopism naukowych znajdowało się na liście Journal Citation Reports i miało wyliczony Impact Factor, a 352 czasopisma były indeksowane w bazie Scopus.

## Finansowanie nauki
W 2013 roku ⅔ funduszy przeznaczanych na badania naukowe pochodziło ze środków publicznych (w tym europejskich). Instytucjami powołanymi do ich dystrybucji są Narodowe Centrum Badań i Rozwoju oraz Narodowe Centrum Nauki.